# Emma Brunt
Emma Brunt (Den Haag, 24 december 1943) is een Nederlandse sociologe en publiciste. Ze was onder meer columniste van de Haagse Post en Elsevier. Tegenwoordig is ze medewerkster van dagblad Het Parool en opinieweekblad HP/De Tijd.

## Privé
Emma Brunt werd geboren als Emmy de Wit. In 1964 trouwde ze met de socioloog en antropoloog Lodewijk Brunt (1942-2020); ze scheidden in 1983.